# Vězení dějin
Vězení dějin je český dokumentární film režisérů Jana Gogoly ml. a Matěje Hrudičky z roku 2023, který se věnuje areálu a historii uherskohradišťské věznice. Film využívá řadu kontrastů, například mezigenerační setkávání.
Setkávají se v něm např. komunistický funkcionář a politická vězenkyně či potomci vyšetřovatele s vnukem a pravnukem vězněných a týraných.
Film měl světovou premiéru na festivalu Ji.hlava 27. října 2023 jako součást sekce Česká radost. Délka filmu je 92 minut a je barevný, k dispozici i s anglickými titulky. 
Natáčení snímku začalo roku 2019. Film vznikl ve spolupráci občanského spolku Memoria – Iniciativa za důstojné využití věznice v Uherském Hradišti a Univerzity Tomáše Bati ve Zlíně s výraznou podporou Města Uherské Hradiště a soukromých dárců. Koproducentem je Česká televize.